# Movimiento Urbano Popular
El Movimiento Urbano Popular (MUP) fue un conjunto de organizaciones y colectivos mexicanos que trabajaron por conseguir mejores condiciones de vivienda. Dicho movimiento se desarrolló durante las décadas de 1960 y 1980 en distintas ciudades del país, en el Distrito Federal (hoy Ciudad de México) la movilización popular resistió a los proyectos de remodelación y reordenamiento en las zonas populares del centro de la ciudad y fungió como un pilar importante de organización durante la emergencia tras el terremoto de 1985 y las labores de reconstrucción.  
De forma general, se entiende por movimiento urbano popular "aquel que está integrado por el proletariado urbano en sentido amplio y que intenta mantener una autonomía del Estado y de la burguesía y definir un programa urbano alternativo al que rige el desarrollo de la ciudad capitalista"(Ramírez Sáiz, p. 34). Además de que concibe la lucha del MUP como elemento básico para comprender el fenómeno de la lucha de clases en México, y en específico la que tiene lugar en las diversas ciudades del país. Así, se llega a afirmar que "todo espacio urbano disputado por las clases sociales, se convierte en un espacio político".
Sobre el surgimiento del MUP en México, Raúl Bautista encuentra los antecedentes históricos del movimiento en las huelgas inquilinarias de 1920 con orientación comunista de Herón Proal; con la ocupación de terrenos por parte de los integrantes y familiares del Escuadrón 201 en Iztapalapa, para obligar al gobierno a cumplir su promesa de otorgar viviendas a los miembros de dicho grupo en 1940; y en octubre de 1968 con la ocupación de terrenos y posterior fundación de la colonia Francisco Villa en Chihuahua. Por otra parte, Paul Haber sitúa su consolidación como una de las tres tendencias políticas emanadas del Movimiento estudiantil de 1968, conocida como el "volver al pueblo", es decir, construir nuevas formas de poder social a través del trabajo de base con los pobres.
Este movimiento ha sido "un importante protagonista en la lucha por las mejores causas del pueblo mexicano... Desde las batallas por acceder a suelo para vivienda de los primeros años hasta la lucha por el derecho a la ciudad de los años recientes, cientos, si no miles, de organizaciones populares han impulsado una lucha histórica por la transformación de la realidad del país."

## Elementos políticos del MUP
Hasta principios de los años setenta se reconoció la presencia del Movimiento Urbano Popular, a la par surgieron y se fortalecieron nuevos grupos identificados política e ideológicamente con la izquierda que impulsaron iniciativas de organización popular. Así, muchos movimientos sociales crecieron, el activismo se desarrolló en sindicatos, organizaciones campesinas, instituciones de educación media y superior, y en las colonias populares.
Posterior al Movimiento de 1968, la presidencia de Luis Echeverría (1970-1976) buscó la reconciliación con el pueblo, su administración incrementó el gasto social, destinando recursos e infraestructura al campesinado y a los pobres urbanos. Cuando surgieron las primeras organizaciones del movimiento social urbano, Echeverría ayudó a crear condiciones favorables de trabajo para ellos. Durante las décadas de los setenta y ochenta la Ciudad de México recibió una gran cantidad de población que se desplazó hacia los centros urbanos y no encontró empleos adecuados para contar con las condiciones que les aseguraran una vida digna. Un problema especialmente importante resultó de la falta de viviendas asequibles, lo cual generó diversas movilizaciones por parte de la sociedad organizada. Así, surgió la oportunidad para que los activistas "construyeran una base política, algo que este grupo de la izquierda estaba determinado a hacer. Aunque muchos dentro de esta tercera tendencia estaban interesados inicialmente en desarrollar tareas de organización en el campo, inspirados por su interpretación de las revoluciones en China y Cuba, fueron atraídos por las oportunidades políticas de organización entre los pobres urbanos".
Fue así que el MUP se convirtió en un actor público que alcanzó su auge a finales de los ochenta y, a partir de ese momento, comenzó a declinar rápidamente, a medida que se afianzaba la liberalización de México. La decisión de entrar a la política de partido, que inició el colapso del movimiento, no fue tomada democráticamente al interior del propio movimiento, sino que se hizo unilateralmente por sus líderes. Las dos organizaciones más importantes del Movimiento Urbano Popular en México: el Comité de Defensa Popular (CDP), de Durango, y la Asamblea de Barrios (AB), de la Ciudad de México, concluyeron que ahí residía el futuro del poder político y de que la nueva política económica incluía oportunidades para adquirir poder individualmente y llevar sus demandas de justicia social a los salones de gobierno, ya no luchando por servicios básicos, sino tomando parte en la determinación de políticas públicas que beneficiaran a los pobres.
A medida que se abrieron nuevos espacios para construir partidos políticos, presentar candidaturas a cargos de elección popular y tomar las riendas del gobierno, así contribuyó decisivamente en la elección presidencial de 1988. Según Paul Haber, la estrategia más prometedora para la supervivencia del MUP habría sido que los líderes de la "generación del 68" entregaran el poder a una nueva generación de dirigentes (mayormente joven) del movimiento y mantuvieran lazos ocasionales (como asesores informales), a la par de sus nuevas responsabilidades como políticos.
| Año de fundación | Nombre de organización |
| ---------------- | --- |
| 1976             | Consejo de Edificios en Autoadministración de Tlatelolco |
| 1978             | Asociación de Residentes de Nonoalco Tlatelolco, Frente de Residente de Tlatelolco. |
| 1979             | Coordinadora de Cuartos de Azotea de Tlatelolco (CCAT). |
| 1980             | Frente Popular Independiente (Santo Domingo y Ajusco Coyoacán) Periferias de Álvaro Obregón, Coyoacán, Contreras, Tlalpan, Iztapalapa. Ecatepec y Nezahualcóyotl en el Estado de México. |
| 1981             | Coordinadora Nacional del Movimiento Urbano Popular (CONAMUP): Unión de Vecino de la Colonia Guerrero (UVCG), Asociación de Inquilinos Organizados de la Colonia Guerrero. Peña Morelos y Unión Popular de Inquilinos de la Colonia Morelos. Asociación de Inquilinos y Consejo Representativo del Barrio de Tepito. Comité de Lucha Inquilinaría del Centro (CLIC), Unión de Vecinos Organizados de los Cuartos de Servicio de Tlatelolco, Coordinadora de Cuartos de Azotea de Tlatelolco (CCAT) |
| 1983             | Unión Popular Martín Carrera, Unión Popular Valle Gómez, Unión de Inquilinos de la Colonia Morelos |
| 1985             | Consejo Representativo del Multifamiliar Juárez, Unión de Vecinos de la Colonia Doctores, Unión de Vecinos de la Colonia Centro, Amanecer del Barrio (Asociación Civil), Centro Morelos (Asociación Civil), Unión de Vecino y Damnificados 19 de septiembre (UVD19S) Colonias Roma, Condesa, Narvarte y Juárez, Unión de Inquilinos y Damnificados de Centro (UIDC), |
| 1985             | El Sindicato Nacional de Trabajadoras de la Industria de la Costura, Confección, Vestido, Similares y Conexos 19 de septiembre |
| 1986             | Comité de Defensa Popular (CDP) de Durango |
| 1987             | Asamblea de Barrios de la Ciudad de México |

## Proyectos de remodelación y reordenamiento
Los proyectos de remodelación y reordenamiento en las zonas populares del Centro de la Ciudad de México (Plan Tepito 1972 y Plan Guerrero 1975) buscaron desaparecer las antiguas vecindades y edificios deteriorados. Las viviendas comunes también conocidas como vecindades que se encontraban en situación de renta congelada no habían recibido mantenimiento por décadas. Los proyectos de remodelación y reordenamiento buscaron sustituir las deterioradas edificaciones por nuevas y modernas construcciones. La resistencia popular logró detener los desalojos y especialmente consolidar un sentido de arraigo. De acuerdo con Marco Rascón, la Ciudad de México vivía desde 1977 una época continua de crisis económica, aunada a una contraproducente política de austeridad impuesta desde el exterior por el Fondo Monetario Internacional "que congelaba los salarios, despedía a miles de sus trabajadores y encarecía la vida y el sustento".

## Trabajo preventivo
Entre 1983 y 1984 el Movimiento Urbano Popular trabajó en colonias populares y en algunas de ellas como la Guerrero, Morelos, Peralvillo y Martín Carrera lograron sustituir estructuras y techos de muchas viviendas por otros de mejor calidad. Esto ayudó a que durante los sismos del 19 y 20 de septiembre de 1985, el número de viviendas derrumbadas en dichas colonias fuera menor.

### Sismos de septiembre de 1985
En ese contexto los sismos del 19 y 20 de septiembre de 1985 pusieron al Movimiento Urbano Popular en primera línea su incidencia durante la emergencia fue notable pues tomaron la dirigencia y organizaron brigadas de rescate, implementaron campamentos para damnificados, gestionaron y repartieron víveres y apoyos, con lo cual evidenciaron el fracaso de la clase gobernante que no respondió con la velocidad que la emergencia implicaba.
La experiencia de organización, participación, movilización social y civil dejada tras el sismo y la reconstrucción, generó en los barrios de la Ciudad de México, una sana enseñanza colectiva para mejorar, tener conciencia de los derechos ciudadanos y como aspiración general, luchar por el trato equitativo y digno por parte de la política gubernamental.

### El papel de la mujer durante la emergencia de los sismos de 1985
El papel de las mujeres dentro del Movimiento Urbano Popular fue crucial en los primeros días posteriores al sismo, y especialmente en los meses posteriores. Cuando se formularon las bases de la organización vecinal, la presencia de la mujer resultó más constante y numerosa que la de los hombres. Viudas y mujeres solas son quienes participan más activamente y aunque no llegan a posiciones de dirigencia formaron el tejido fino de la organización de las uniones vecinales y de damnificados. Encabezan las protestas por la reconstrucción.

## Otras luchas representativas de la Ciudad de México
De acuerdo con Raúl Bautista (p. 10 y 11) el modelo de desarrollo capitalista no aminoraba la crisis que lo envolvía: en lo agrario, el desastre del campo desplazaba grandes masas campesinas hacia las ciudades, que aumenta los altos niveles de marginalidad de la mayoría de la población urbana y la precariedad de sus condiciones de vida en la ciudad; en lo político, inicia una mayor independencia de los ciudadanos urbanos y de la autonomía de sus organizaciones, no obstante el gobierno represor y autoritario se mantiene y endurece. En la Ciudad de México las luchas urbanas emblemáticas de principio de los setenta se ubican en:
- La ocupación de tierras como el Pedregal de Santo Domingo en Coyoacán;
- Consolidación de organizaciones democráticas de los pobladores como el Campamento 2 de Octubre en Iztacalco;
- En Iztapalapa surgen las Uniones de Colonos como Xalpa y San Miguel Teotongo;
- En Tlalpan, la colonia de Torres de Padierna y otras organizaciones de colonos avanzan para conformar el Movimiento Popular de Pueblos y Colonias del Sur;
- En Álvaro Obregón la Primera Victoria y en La Magdalena Contreras en la colonia Cerro del Judío;
- La resistencia inquilinaria también se hacía presente en la Unión Popular Martín Carrera;
- Destaca en el área metropolitana la lucha en Nezahualcóyotl donde aparece el Movimiento Restaurador de Colonos y la lucha de los habitantes de San Agustín Ecatepec.
- Durante 1975 se conforman espacios de unidad y coordinación de las luchas urbanas, como el Frente Popular Independiente y el Bloque Urbano de Colonias Populares (BUCP) que respondía a la necesidad de dar la lucha de manera organizada y en forma Movimiento Urbano Popular.

## El Movimiento Urbano Popular, reconstrucción y damnificados del sismo de 1985
México, D. F., a 26 de octubre de 1985.
C. LIC. MIGUEL DE LA MADRID, 
Presente. 
Nos permitimos informar a usted, con todo respeto, que el jueves próximo pasado nos reunimos en Tlatelolco los representantes de 28 organizaciones de colonos y damnificados y acordamos constituirnos en una coordinación unitaria que nos permita conjugar nuestros esfuerzos, conocimientos y experiencias para poder plantear en forma más amplia propuestas y demandas generales que sirvan de base para la solución de los problemas específicos de cada zona y que nos permita concretar, al mismo tiempo, la necesaria participación de la sociedad civil en el proceso de reconstrucción nacional, en la inteligencia de que buscamos consolidar una organización ciudadana que sirva como legítimo conducto de participación en las tareas de la vida nacional más allá de la reconstrucción misma. En consecuencia, con lo anterior, presentamos a usted el siguiente pliego coordinado de demandas emanado del sentir y necesidades de nuestros representados:
I. RECONSTRUCCIÓN DE LA CIUDAD DE MÉXICO 
1. Participación de las organizaciones representativas de colonos y damnificados en todas las comisiones, comités y diferentes instancias de reconstrucción.
[…]
II. VIVIENDA
1. Desarrollo de programas populares de restitución y/o reconstrucción de vivienda.
2. Garantizar y favorecer la propiedad social de la vivienda. 
3. Respeto al arraigo y formas de vida de colonos e inquilinos de las zonas afectadas, incluyendo Tlatelolco. 
[…]
9. Investigación y deslinde de los responsables civiles, profesionales y legales que procedan y castigo a los culpables. 
III. SERVICIOS
1.   Servicios generales
1.1  Restitución inmediata de todos los servicios (agua, luz, gas, teléfono, recolección de basura, alumbrado público y más)
[…]
2.   Servicios de salud
2.1  Concreción del derecho a la salud que incluye una atención integral
2.2  Prioridad de la medicina preventiva y a la medicina de primer contacto
2.3  Restructuración racional y democrática para la creación del Sistema nacional de salud. 
[…]
3.   Servicios educativos
3.1  Inmediata reparación o reconstrucción de las escuelas afectadas, con base en peritajes amplios y confiables. 
IV. DEL EMPLEO 
1.   Creación de cooperativas de trabajo dentro de las zonas afectadas. 
2.   Pago de un Seguro de desempleo semejante al salario percibido al momento de perder el empleo y/o restitución inmediata del trabajo.
5. Creación de empleos, priorizando y otorgando a los damnificados. 
[…] 
V. DE LAS ORGANIZACIONES CIUDADANAS
1. Respeto y apoyo a las organizaciones representativas de las diferentes comunidades.
2. Participación de estas organizaciones en la toma de decisiones sobre el futuro de las zonas donde se asienten.
3. Otorgamiento de garantías sobre la integridad moral y física, personal y familiar de los representantes vecinales, en un claro compromiso por parte del Estado para no reprimir, coaccionar o atentar contra quienes han recibido la encomienda de ser portavoces del sentir y opinar comunitarios. 
[…]
VI. DIVERSOS
1. Garantizar la permanencia de los damnificados en los campamentos y albergues, estableciendo el compromiso de no desalojo. 
2. Canalización oportuna, suficiente y adecuada de la ayuda nacional e internacional directamente a los damnificados. 
VIII. CONCLUSIONES 
Consideramos, como usted, que la participación de la sociedad civil es fundamental para que se ejerza un buen gobierno que sea capaz de una renovación moral efectiva que nos conduzca con criterios de justicia social hacia una sociedad más igualitaria. 
[…]
Atentamente
COORDINADORA ÚNICA DE DAMNIFICADOS